# Episodi di White Lines
La prima stagione della serie televisiva White Lines, composta da 10 episodi, è stata realizzata e distribuita dal servizio on demand Netflix il 15 maggio 2020.

## Episodio 1
La scoperta di un corpo, presumibilmente essere quello del fratello, porta Zoe Walker a Ibiza. Lì incontra Marcus un DJ spacciatore, vecchio amico di Axel. 
Durata: 56 minuti

### Episodio 2
Dopo il funerale di Axel, Zoe costringere Marcus a confessare. 
Durata: 55 minuti 

### Episodio 3
Le azioni di Zoe la mettono nei guai con la polizia e crea problemi ancora più grandi per Marcus. 
Durata: 50 minuti

### Episodio 4
La tensione tra le famiglie Calafat e Martinez si riaccendono dopo l'agguato di Oriol e Cristòbal.
Durata: 54 minuti

### Episodio 5
Rivelazioni dolorose creano fratture all'interno della famiglia Calafat. Lo stato emotivo di Zoe la porta a decidere in modo impulsivo.
Durata: 51 minuti

### Episodio 6
Zoe scopre il lato oscuro di Axel e aiuta Marcus con una situazione scomoda.
Durata: 52 minuti

### Episodio 7
Il matrimonio di Zoe incontra sempre più ostacoli. David ospita una rimpatriata del gruppo e le vecchie tensioni riaffiorano.
Durata: 55 minuti

### Episodio 8
Oriol tenta di migliorare la comunicazione all'interno della famiglia ottenendo un alto livello di sincerità. 
Durata: 54 minuti

### Episodio 9
Arriva la data del processo di Zoe. David incontra un ostacolo mentre cerca di aiutare Oriol. 
Durata: 51 minuti

### Episodio 10
Il giorno del matrimonio di Anna, le azioni di Marcus si ripercuotono su di lei. Zoe giura di scoprire finalmente chi ha ucciso Axel.
Durata: 1 ora e 3 minuti